# Tridepia nova
Tridepia nova là một loài bướm đêm trong họ Noctuidae.